# Parencentrum plicatum
Parencentrum plicatum is een raderdiertjessoort uit de familie Dicranophoridae. De wetenschappelijke naam van deze soort is voor het eerst geldig gepubliceerd in 1878 door Eyferth.